# قیس خدری
قیس خدری (زادهٔ ۳ ژانویهٔ ۱۹۸۰) یک بازیکن فوتبال اهل افغانستان است.
از باشگاه‌هایی که در آن بازی کرده‌است می‌توان به باشگاه ورزشی میوند اشاره کرد.
وی همچنین در تیم ملی فوتبال افغانستان بازی کرده‌است.